# Trois Jours de Bruges-La Panne 2020
La 44e édition des Trois Jours de Bruges-La Panne (officiellement AG Driedaagse Brugge-De Panne) a lieu le 21 octobre 2020, après avoir été reportée en raison de la pandémie de Covid-19. Elle fait partie du calendrier UCI World Tour 2020. Malgré son nom, l'épreuve se déroule depuis 2018 sur une seule journée, entre Bruges et La Panne.

## Présentation

### Parcours
Le parcours est tracé sous la forme d'un trajet simple entre Bruges et Furnes puis d'un circuit plat de 46 kilomètres entre Furnes et La Panne. La boucle finale est à effectuer à trois reprises, pour un total de 202,6 kilomètres. 
Il s'agit de la dernière classique de la saison dans un calendrier qui a été remanié en raison de la pandémie de Covid-19.

### Équipes
Classés en catégorie UCI World Tour 2020, les Trois Jours de Bruges-La Panne sont par conséquent ouverts à toutes les équipes WorldTeams et à des ProTeams sur invitation.
| WorldTeams (17)- AG2R La Mondiale - Astana - Bahrain McLaren - Bora-Hansgrohe - CCC Team - Cofidis - Deceuninck-Quick Step - EF Pro Cycling - Groupama-FDJ - Israel Start-Up Nation - Lotto Soudal - Movistar Team - NTT Pro Cycling - Ineos Grenadiers - Jumbo-Visma - Trek-Segafredo - UAE Team Emirates ProTeams (8)- Alpecin-Fenix - Arkéa-Samsic - B&B Hotels-Vital Concept p/b KTM - Total Direct Énergie - Sport Vlaanderen-Baloise - Riwal Securitas - Bingoal-Wallonie Bruxelles - Circus-Wanty Gobert |
| |

## Favoris
Avec un profil plat, la course favorise les sprinteurs. Les deux favoris sont le Néerlandais Mathieu van der Poel (Alpecin-Fenix), récent vainqueur du Tour des Flandres et l'Australien Caleb Ewan (Lotto Soudal), lauréat du dernier Grand Prix de l'Escaut.
Les autres prétendants sont le Norvégien Alexander Kristoff (UAE Team Emirates), les Italiens Matteo Trentin (CCC Team) et Sonny Colbrelli (Bahrain-McLaren), l'Allemand John Degenkolb et le Danois Mads Pedersen (Trek-Segafredo),.

## Classement
| \| Classement général \| Classement général \| Classement général \| Classement général \| Classement général \| \| Coureur \| Coureur \| Pays \| Équipe \| Temps \| \| ------------------ \| ------------------ \| ------------------ \| ---------------------- \| ------------------ \| \| 1er \| Yves Lampaert \| Belgique \| Deceuninck-Quick Step \| 3 h 57 min 12 s \| \| 2e \| Tim Declercq \| Belgique \| Deceuninck-Quick Step \| + 21 s \| \| 3e \| Tim Merlier \| Belgique \| Alpecin-Fenix \| + 22 s \| \| 4e \| John Degenkolb \| Allemagne \| Lotto-Soudal \| + 22 s \| \| 5e \| Jempy Drucker \| Luxembourg \| Bora-Hansgrohe \| + 22 s \| \| 6e \| Matteo Trentin \| Italie \| CCC Team \| + 22 s \| \| 7e \| Bert Van Lerberghe \| Belgique \| Deceuninck-Quick Step \| + 22 s \| \| 8e \| Stefan Küng \| Suisse \| Groupama-FDJ \| + 22 s \| \| 9e \| Kasper Asgreen \| Danemark \| Deceuninck-Quick Step \| + 22 s \| \| 10e \| Jonas Rickaert \| Belgique \| Alpecin-Fenix \| + 28 s \| \| 11e \| Sven Erik Bystrøm \| Norvège \| UAE Team Emirates \| + 1 min 31 s \| \| 12e \| Christophe Laporte \| France \| Cofidis \| + 1 min 37 s \| \| 13e \| Max Walscheid \| Allemagne \| NTT Pro Cycling \| + 2 min 41 s \| \| 14e \| Hugo Hofstetter \| France \| Israel Start-Up Nation \| + 2 min 41 s \| \| 15e \| Alexander Krieger \| Allemagne \| Alpecin-Fenix \| + 2 min 43 s \| |                    |            |                        |                 |
| |                    |            |                        |                 |
| Source : ProCyclingStats |                    |            |                        |                 |
| Classement général |                    |            |                        |                 |
| Coureur | Coureur            | Pays       | Équipe                 | Temps           |
| 1er | Yves Lampaert      | Belgique   | Deceuninck-Quick Step  | 3 h 57 min 12 s |
| 2e | Tim Declercq       | Belgique   | Deceuninck-Quick Step  | + 21 s          |
| 3e | Tim Merlier        | Belgique   | Alpecin-Fenix          | + 22 s          |
| 4e | John Degenkolb     | Allemagne  | Lotto-Soudal           | + 22 s          |
| 5e | Jempy Drucker      | Luxembourg | Bora-Hansgrohe         | + 22 s          |
| 6e | Matteo Trentin     | Italie     | CCC Team               | + 22 s          |
| 7e | Bert Van Lerberghe | Belgique   | Deceuninck-Quick Step  | + 22 s          |
| 8e | Stefan Küng        | Suisse     | Groupama-FDJ           | + 22 s          |
| 9e | Kasper Asgreen     | Danemark   | Deceuninck-Quick Step  | + 22 s          |
| 10e | Jonas Rickaert     | Belgique   | Alpecin-Fenix          | + 28 s          |
| 11e | Sven Erik Bystrøm  | Norvège    | UAE Team Emirates      | + 1 min 31 s    |
| 12e | Christophe Laporte | France     | Cofidis                | + 1 min 37 s    |
| 13e | Max Walscheid      | Allemagne  | NTT Pro Cycling        | + 2 min 41 s    |
| 14e | Hugo Hofstetter    | France     | Israel Start-Up Nation | + 2 min 41 s    |
| 15e | Alexander Krieger  | Allemagne  | Alpecin-Fenix          | + 2 min 43 s    |

### Classements UCI
La course attribue des points au Classement mondial UCI 2020 selon le barème suivant.
| Position           | 1er | 2e  | 3e  | 4e  | 5e  | 6e  | 7e | 8e | 9e | 10e | 11e | 12e | 13e | 14e | 15e à 20e | 21e à 30e | 31e à 50e | 51e à 55e | 56e à 60e |
| Classement général | 300 | 250 | 215 | 175 | 120 | 115 | 95 | 75 | 60 | 50  | 40  | 35  | 30  | 25  | 20        | 12        | 5         | 2         | 1         |

## Liste des participants
| Jumbo-Visma TJV | Jumbo-Visma TJV             | Jumbo-Visma TJV |
| --------------- | --------------------------- | --------------- |
| Num             | Coureur                     | Pos             |
| 1               | Mike Teunissen (NED)        |                 |
| 2               | Amund Grøndahl Jansen (NOR) |                 |
| 3               | Pascal Eenkhoorn (NED)      |                 |
| 4               | Maarten Wynants (BEL)       |                 |
| 5               | Bert-Jan Lindeman (NED)     |                 |
| 6               | Timo Roosen (NED)           |                 |
| 7               | Taco van der Hoorn (NED)    |                 |

| Deceuninck-Quick Step DQT | Deceuninck-Quick Step DQT    | Deceuninck-Quick Step DQT |
| ------------------------- | ---------------------------- | ------------------------- |
| Num                       | Coureur                      | Pos                       |
| 11                        | Kasper Asgreen (DEN) (route) |                           |
| 12                        | Yves Lampaert (BEL)          |                           |
| 13                        | Florian Sénéchal (FRA)       |                           |
| 14                        | Tim Declercq (BEL)           |                           |
| 15                        | Mauri Vansevenant (BEL)      |                           |
| 16                        | Dries Devenyns (BEL)         |                           |
| 17                        | Bert Van Lerberghe (BEL)     |                           |

| Astana AST | Astana AST              | Astana AST |
| ---------- | ----------------------- | ---------- |
| Num        | Coureur                 | Pos        |
| 21         | Daniil Fominykh (KAZ)   |            |
| 22         | Laurens De Vreese (BEL) |            |
| 23         | Artyom Zakharov (KAZ)   |            |
| 24         | Yevgeniy Gidich (KAZ)   |            |
| 25         | Hugo Houle (CAN)        |            |
| 26         | Davide Martinelli (ITA) |            |

| Bahrain McLaren TBM | Bahrain McLaren TBM   | Bahrain McLaren TBM |
| ------------------- | --------------------- | ------------------- |
| Num                 | Coureur               | Pos                 |
| 31                  | Mark Cavendish (GBR)  |                     |
| 32                  | Sonny Colbrelli (ITA) |                     |
| 33                  | Marco Haller (AUT)    |                     |
| 34                  | Dylan Teuns (BEL)     |                     |
| 36                  | Luka Pibernik (SLO)   |                     |
| 37                  | Feng Chun-kai (TPE)   |                     |

| Bora-Hansgrohe BOH | Bora-Hansgrohe BOH        | Bora-Hansgrohe BOH |
| ------------------ | ------------------------- | ------------------ |
| Num                | Coureur                   | Pos                |
| 41                 | Oscar Gatto (ITA)         |                    |
| 42                 | Marcus Burghardt (GER)    |                    |
| 43                 | Jempy Drucker (LUX)       |                    |
| 45                 | Lukas Pöstlberger (AUT)   |                    |
| 46                 | Daniel Oss (ITA)          |                    |
| 47                 | Juraj Sagan (SVK) (route) |                    |

| CCC Team CCC | CCC Team CCC                   | CCC Team CCC |
| ------------ | ------------------------------ | ------------ |
| Num          | Coureur                        | Pos          |
| 51           | Matteo Trentin (ITA)           |              |
| 52           | Michael Schär (SUI)            |              |
| 53           | Jonas Koch (GER)               |              |
| 54           | Gijs Van Hoecke (BEL)          |              |
| 55           | Nathan Van Hooydonck (BEL)     |              |
| 56           | Guillaume Van Keirsbulck (BEL) |              |

| EF Pro Cycling EF1 | EF Pro Cycling EF1        | EF Pro Cycling EF1 |
| ------------------ | ------------------------- | ------------------ |
| Num                | Coureur                   | Pos                |
| 61                 | Sep Vanmarcke (BEL)       |                    |
| 62                 | Jens Keukeleire (BEL)     |                    |
| 63                 | Stefan Bissegger (SUI)    |                    |
| 64                 | Moreno Hofland (NED)      |                    |
| 65                 | Thomas Scully (NZL)       |                    |
| 66                 | Jonas Rutsch (GER)        |                    |
| 67                 | Sebastian Langeveld (NED) |                    |

| Israel Start-Up Nation ISN | Israel Start-Up Nation ISN  | Israel Start-Up Nation ISN |
| -------------------------- | --------------------------- | -------------------------- |
| Num                        | Coureur                     | Pos                        |
| 72                         | Norman Vahtra (EST) (route) |                            |
| 73                         | Guillaume Boivin (CAN)      |                            |
| 74                         | Hugo Hofstetter (FRA)       |                            |
| 75                         | Travis McCabe (USA)         |                            |
| 76                         | Nils Politt (GER)           |                            |
| 77                         | Tom Van Asbroeck (BEL)      |                            |

| Movistar Team MOV | Movistar Team MOV     | Movistar Team MOV |
| ----------------- | --------------------- | ----------------- |
| Num               | Coureur               | Pos               |
| 81                | Juan Diego Alba (COL) |                   |
| 82                | Iñigo Elosegui (ESP)  |                   |
| 84                | Johan Jacobs (SUI)    |                   |
| 85                | Lluís Mas (ESP)       |                   |
| 86                | Sebastián Mora (ESP)  |                   |
| 87                | Eduard Prades (ESP)   |                   |

| Lotto-Soudal LTS | Lotto-Soudal LTS        | Lotto-Soudal LTS |
| ---------------- | ----------------------- | ---------------- |
| Num              | Coureur                 | Pos              |
| 91               | Caleb Ewan (AUS)        |                  |
| 92               | John Degenkolb (GER)    |                  |
| 93               | Jasper De Buyst (BEL)   |                  |
| 94               | Frederik Frison (BEL)   |                  |
| 95               | Roger Kluge (GER)       |                  |
| 96               | Brian van Goethem (NED) |                  |
| 97               | Nikolas Maes (BEL)      |                  |

| NTT Pro Cycling NTT | NTT Pro Cycling NTT        | NTT Pro Cycling NTT |
| ------------------- | -------------------------- | ------------------- |
| Num                 | Coureur                    | Pos                 |
| 101                 | Edvald Boasson Hagen (NOR) |                     |
| 102                 | Samuele Battistella (ITA)  |                     |
| 104                 | Michael Gogl (AUT)         |                     |
| 105                 | Max Walscheid (GER)        |                     |
| 106                 | Jay Robert Thomson (RSA)   |                     |
| 107                 | Rasmus Tiller (NOR)        |                     |

| Trek-Segafredo TFS | Trek-Segafredo TFS       | Trek-Segafredo TFS |
| ------------------ | ------------------------ | ------------------ |
| Num                | Coureur                  | Pos                |
| 112                | Jasper Stuyven (BEL)     |                    |
| 113                | Edward Theuns (BEL)      |                    |
| 114                | Kiel Reijnen (USA)       |                    |
| 115                | Toms Skujiņš (LAT)       |                    |
| 116                | Charlie Quarterman (GBR) |                    |
| 117                | Ryan Mullen (IRL)        |                    |

| UAE Team Emirates UAD | UAE Team Emirates UAD           | UAE Team Emirates UAD |
| --------------------- | ------------------------------- | --------------------- |
| Num                   | Coureur                         | Pos                   |
| 121                   | Alexander Kristoff (NOR)        |                       |
| 122                   | Sven Erik Bystrøm (NOR) (route) |                       |
| 123                   | Marco Marcato (ITA)             |                       |
| 124                   | Vegard Stake Laengen (NOR)      |                       |
| 125                   | Tom Bohli (SUI)                 |                       |

| Groupama-FDJ GFC | Groupama-FDJ GFC            | Groupama-FDJ GFC |
| ---------------- | --------------------------- | ---------------- |
| Num              | Coureur                     | Pos              |
| 131              | Stefan Küng (SUI)           |                  |
| 133              | Kevin Geniets (LUX) (route) |                  |
| 134              | Fabian Lienhard (SUI)       |                  |
| 136              | Valentin Madouas (FRA)      |                  |
| 137              | Jake Stewart (GBR)          |                  |

| Ineos Grenadiers IGD | Ineos Grenadiers IGD      | Ineos Grenadiers IGD |
| -------------------- | ------------------------- | -------------------- |
| Num                  | Coureur                   | Pos                  |
| 141                  | Michał Kwiatkowski (POL)  |                      |
| 142                  | Carlos Rodríguez (ESP)    |                      |
| 143                  | Owain Doull (GBR)         |                      |
| 144                  | Luke Rowe (GBR)           |                      |
| 145                  | Christian Knees (GER)     |                      |
| 146                  | Christopher Lawless (GBR) |                      |
| 147                  | Leonardo Basso (ITA)      |                      |

| AG2R La Mondiale ALM | AG2R La Mondiale ALM    | AG2R La Mondiale ALM |
| -------------------- | ----------------------- | -------------------- |
| Num                  | Coureur                 | Pos                  |
| 151                  | Oliver Naesen (BEL)     |                      |
| 153                  | Stijn Vandenbergh (BEL) |                      |
| 154                  | Lawrence Naesen (BEL)   |                      |
| 155                  | Julien Duval (FRA)      |                      |
| 156                  | Silvan Dillier (SUI)    |                      |
| 157                  | Alexis Gougeard (FRA)   |                      |

| Cofidis COF | Cofidis COF              | Cofidis COF |
| ----------- | ------------------------ | ----------- |
| Num         | Coureur                  | Pos         |
| 161         | Cyril Lemoine (FRA)      |             |
| 162         | Christophe Laporte (FRA) |             |
| 163         | Dimitri Claeys (BEL)     |             |
| 164         | Julien Vermote (BEL)     |             |
| 165         | Damien Touzé (FRA)       |             |
| 166         | Piet Allegaert (BEL)     |             |
| 167         | Attilio Viviani (ITA)    |             |

| Circus-Wanty Gobert CWG | Circus-Wanty Gobert CWG | Circus-Wanty Gobert CWG |
| ----------------------- | ----------------------- | ----------------------- |
| Num                     | Coureur                 | Pos                     |
| 172                     | Xandro Meurisse (BEL)   |                         |
| 173                     | Alfdan De Decker (BEL)  |                         |
| 175                     | Andrea Pasqualon (ITA)  |                         |
| 176                     | Boy van Poppel (NED)    |                         |
| 177                     | Danny van Poppel (NED)  |                         |

| Sport Vlaanderen-Baloise SVB | Sport Vlaanderen-Baloise SVB | Sport Vlaanderen-Baloise SVB |
| ---------------------------- | ---------------------------- | ---------------------------- |
| Num                          | Coureur                      | Pos                          |
| 181                          | Kenny De Ketele (BEL)        |                              |
| 182                          | Robbe Ghys (BEL)             |                              |
| 183                          | Lindsay De Vylder (BEL)      |                              |
| 184                          | Fabio Van den Bossche (BEL)  |                              |
| 185                          | Amaury Capiot (BEL)          |                              |
| 186                          | Sasha Weemaes (BEL)          |                              |
| 187                          | Cédric Beullens (BEL)        |                              |

| Alpecin-Fenix AFC | Alpecin-Fenix AFC                  | Alpecin-Fenix AFC |
| ----------------- | ---------------------------------- | ----------------- |
| Num               | Coureur                            | Pos               |
| 191               | Mathieu van der Poel (NED) (route) |                   |
| 192               | Tim Merlier (BEL)                  |                   |
| 193               | Alexander Krieger (GER)            |                   |
| 194               | Jonas Rickaert (BEL)               |                   |
| 195               | Oscar Riesebeek (NED)              |                   |
| 196               | Gianni Vermeersch (BEL)            |                   |
| 197               | Senne Leysen (BEL)                 |                   |

| B&B Hotels-Vital Concept p/b KTM BVC | B&B Hotels-Vital Concept p/b KTM BVC | B&B Hotels-Vital Concept p/b KTM BVC |
| ------------------------------------ | ------------------------------------ | ------------------------------------ |
| Num                                  | Coureur                              | Pos                                  |
| 201                                  | Bryan Coquard (FRA)                  |                                      |
| 202                                  | Jens Debusschere (BEL)               |                                      |
| 203                                  | Kris Boeckmans (BEL)                 |                                      |
| 204                                  | Bert De Backer (BEL)                 |                                      |
| 205                                  | Jérémy Lecroq (FRA)                  |                                      |
| 206                                  | Luca Mozzato (ITA)                   |                                      |
| 207                                  | Jonas Van Genechten (BEL)            |                                      |

| Total Direct Énergie TDE | Total Direct Énergie TDE | Total Direct Énergie TDE |
| ------------------------ | ------------------------ | ------------------------ |
| Num                      | Coureur                  | Pos                      |
| 211                      | Niccolò Bonifazio (ITA)  |                          |
| 212                      | Romain Cardis (FRA)      |                          |
| 213                      | Florian Maitre (FRA)     |                          |
| 214                      | Adrien Petit (FRA)       |                          |
| 215                      | Geoffrey Soupe (FRA)     |                          |
| 216                      | Anthony Turgis (FRA)     |                          |
| 217                      | Dries Van Gestel (BEL)   |                          |

| Arkéa-Samsic ARK | Arkéa-Samsic ARK        | Arkéa-Samsic ARK |
| ---------------- | ----------------------- | ---------------- |
| Num              | Coureur                 | Pos              |
| 221              | Matîs Louvel (FRA)      |                  |
| 222              | Donavan Grondin (FRA)   |                  |
| 223              | Benjamin Declercq (BEL) |                  |
| 224              | Christophe Noppe (BEL)  |                  |
| 226              | Connor Swift (GBR)      |                  |
| 227              | Bram Welten (NED)       |                  |

| Bingoal-Wallonie Bruxelles WVA | Bingoal-Wallonie Bruxelles WVA | Bingoal-Wallonie Bruxelles WVA |
| ------------------------------ | ------------------------------ | ------------------------------ |
| Num                            | Coureur                        | Pos                            |
| 231                            | Jonas Castrique (BEL)          |                                |
| 232                            | Arjen Livyns (BEL)             |                                |
| 233                            | Aksel Nõmmela (EST)            |                                |
| 234                            | Joël Suter (SUI)               |                                |
| 235                            | Lionel Taminiaux (BEL)         |                                |
| 236                            | Luc Wirtgen (LUX)              |                                |
| 237                            | Ludovic Robeet (BEL)           |                                |

| Riwal Securitas RIW | Riwal Securitas RIW      | Riwal Securitas RIW |
| ------------------- | ------------------------ | ------------------- |
| Num                 | Coureur                  | Pos                 |
| 241                 | Piotr Havik (NED)        |                     |
| 242                 | Lucas Eriksson (SWE)     |                     |
| 243                 | Sondre Holst Enger (NOR) |                     |
| 244                 | Arvid de Kleijn (NED)    |                     |
| 245                 | August Jensen (NOR)      |                     |
| 246                 | Tobias Kongstad (DEN)    |                     |
| 247                 | Elmar Reinders (NED)     |                     |

| Jumbo-Visma TJV | Jumbo-Visma TJV             | Jumbo-Visma TJV |
| --------------- | --------------------------- | --------------- |
| Num             | Coureur                     | Pos             |
| 1               | Mike Teunissen (NED)        |                 |
| 2               | Amund Grøndahl Jansen (NOR) |                 |
| 3               | Pascal Eenkhoorn (NED)      |                 |
| 4               | Maarten Wynants (BEL)       |                 |
| 5               | Bert-Jan Lindeman (NED)     |                 |
| 6               | Timo Roosen (NED)           |                 |
| 7               | Taco van der Hoorn (NED)    |                 |

| Deceuninck-Quick Step DQT | Deceuninck-Quick Step DQT    | Deceuninck-Quick Step DQT |
| ------------------------- | ---------------------------- | ------------------------- |
| Num                       | Coureur                      | Pos                       |
| 11                        | Kasper Asgreen (DEN) (route) |                           |
| 12                        | Yves Lampaert (BEL)          |                           |
| 13                        | Florian Sénéchal (FRA)       |                           |
| 14                        | Tim Declercq (BEL)           |                           |
| 15                        | Mauri Vansevenant (BEL)      |                           |
| 16                        | Dries Devenyns (BEL)         |                           |
| 17                        | Bert Van Lerberghe (BEL)     |                           |

| Astana AST | Astana AST              | Astana AST |
| ---------- | ----------------------- | ---------- |
| Num        | Coureur                 | Pos        |
| 21         | Daniil Fominykh (KAZ)   |            |
| 22         | Laurens De Vreese (BEL) |            |
| 23         | Artyom Zakharov (KAZ)   |            |
| 24         | Yevgeniy Gidich (KAZ)   |            |
| 25         | Hugo Houle (CAN)        |            |
| 26         | Davide Martinelli (ITA) |            |

| Bahrain McLaren TBM | Bahrain McLaren TBM   | Bahrain McLaren TBM |
| ------------------- | --------------------- | ------------------- |
| Num                 | Coureur               | Pos                 |
| 31                  | Mark Cavendish (GBR)  |                     |
| 32                  | Sonny Colbrelli (ITA) |                     |
| 33                  | Marco Haller (AUT)    |                     |
| 34                  | Dylan Teuns (BEL)     |                     |
| 36                  | Luka Pibernik (SLO)   |                     |
| 37                  | Feng Chun-kai (TPE)   |                     |

| Bora-Hansgrohe BOH | Bora-Hansgrohe BOH        | Bora-Hansgrohe BOH |
| ------------------ | ------------------------- | ------------------ |
| Num                | Coureur                   | Pos                |
| 41                 | Oscar Gatto (ITA)         |                    |
| 42                 | Marcus Burghardt (GER)    |                    |
| 43                 | Jempy Drucker (LUX)       |                    |
| 45                 | Lukas Pöstlberger (AUT)   |                    |
| 46                 | Daniel Oss (ITA)          |                    |
| 47                 | Juraj Sagan (SVK) (route) |                    |

| CCC Team CCC | CCC Team CCC                   | CCC Team CCC |
| ------------ | ------------------------------ | ------------ |
| Num          | Coureur                        | Pos          |
| 51           | Matteo Trentin (ITA)           |              |
| 52           | Michael Schär (SUI)            |              |
| 53           | Jonas Koch (GER)               |              |
| 54           | Gijs Van Hoecke (BEL)          |              |
| 55           | Nathan Van Hooydonck (BEL)     |              |
| 56           | Guillaume Van Keirsbulck (BEL) |              |

| EF Pro Cycling EF1 | EF Pro Cycling EF1        | EF Pro Cycling EF1 |
| ------------------ | ------------------------- | ------------------ |
| Num                | Coureur                   | Pos                |
| 61                 | Sep Vanmarcke (BEL)       |                    |
| 62                 | Jens Keukeleire (BEL)     |                    |
| 63                 | Stefan Bissegger (SUI)    |                    |
| 64                 | Moreno Hofland (NED)      |                    |
| 65                 | Thomas Scully (NZL)       |                    |
| 66                 | Jonas Rutsch (GER)        |                    |
| 67                 | Sebastian Langeveld (NED) |                    |

| Israel Start-Up Nation ISN | Israel Start-Up Nation ISN  | Israel Start-Up Nation ISN |
| -------------------------- | --------------------------- | -------------------------- |
| Num                        | Coureur                     | Pos                        |
| 72                         | Norman Vahtra (EST) (route) |                            |
| 73                         | Guillaume Boivin (CAN)      |                            |
| 74                         | Hugo Hofstetter (FRA)       |                            |
| 75                         | Travis McCabe (USA)         |                            |
| 76                         | Nils Politt (GER)           |                            |
| 77                         | Tom Van Asbroeck (BEL)      |                            |

| Movistar Team MOV | Movistar Team MOV     | Movistar Team MOV |
| ----------------- | --------------------- | ----------------- |
| Num               | Coureur               | Pos               |
| 81                | Juan Diego Alba (COL) |                   |
| 82                | Iñigo Elosegui (ESP)  |                   |
| 84                | Johan Jacobs (SUI)    |                   |
| 85                | Lluís Mas (ESP)       |                   |
| 86                | Sebastián Mora (ESP)  |                   |
| 87                | Eduard Prades (ESP)   |                   |

| Lotto-Soudal LTS | Lotto-Soudal LTS        | Lotto-Soudal LTS |
| ---------------- | ----------------------- | ---------------- |
| Num              | Coureur                 | Pos              |
| 91               | Caleb Ewan (AUS)        |                  |
| 92               | John Degenkolb (GER)    |                  |
| 93               | Jasper De Buyst (BEL)   |                  |
| 94               | Frederik Frison (BEL)   |                  |
| 95               | Roger Kluge (GER)       |                  |
| 96               | Brian van Goethem (NED) |                  |
| 97               | Nikolas Maes (BEL)      |                  |

| NTT Pro Cycling NTT | NTT Pro Cycling NTT        | NTT Pro Cycling NTT |
| ------------------- | -------------------------- | ------------------- |
| Num                 | Coureur                    | Pos                 |
| 101                 | Edvald Boasson Hagen (NOR) |                     |
| 102                 | Samuele Battistella (ITA)  |                     |
| 104                 | Michael Gogl (AUT)         |                     |
| 105                 | Max Walscheid (GER)        |                     |
| 106                 | Jay Robert Thomson (RSA)   |                     |
| 107                 | Rasmus Tiller (NOR)        |                     |

| Trek-Segafredo TFS | Trek-Segafredo TFS       | Trek-Segafredo TFS |
| ------------------ | ------------------------ | ------------------ |
| Num                | Coureur                  | Pos                |
| 112                | Jasper Stuyven (BEL)     |                    |
| 113                | Edward Theuns (BEL)      |                    |
| 114                | Kiel Reijnen (USA)       |                    |
| 115                | Toms Skujiņš (LAT)       |                    |
| 116                | Charlie Quarterman (GBR) |                    |
| 117                | Ryan Mullen (IRL)        |                    |

| UAE Team Emirates UAD | UAE Team Emirates UAD           | UAE Team Emirates UAD |
| --------------------- | ------------------------------- | --------------------- |
| Num                   | Coureur                         | Pos                   |
| 121                   | Alexander Kristoff (NOR)        |                       |
| 122                   | Sven Erik Bystrøm (NOR) (route) |                       |
| 123                   | Marco Marcato (ITA)             |                       |
| 124                   | Vegard Stake Laengen (NOR)      |                       |
| 125                   | Tom Bohli (SUI)                 |                       |

| Groupama-FDJ GFC | Groupama-FDJ GFC            | Groupama-FDJ GFC |
| ---------------- | --------------------------- | ---------------- |
| Num              | Coureur                     | Pos              |
| 131              | Stefan Küng (SUI)           |                  |
| 133              | Kevin Geniets (LUX) (route) |                  |
| 134              | Fabian Lienhard (SUI)       |                  |
| 136              | Valentin Madouas (FRA)      |                  |
| 137              | Jake Stewart (GBR)          |                  |

| Ineos Grenadiers IGD | Ineos Grenadiers IGD      | Ineos Grenadiers IGD |
| -------------------- | ------------------------- | -------------------- |
| Num                  | Coureur                   | Pos                  |
| 141                  | Michał Kwiatkowski (POL)  |                      |
| 142                  | Carlos Rodríguez (ESP)    |                      |
| 143                  | Owain Doull (GBR)         |                      |
| 144                  | Luke Rowe (GBR)           |                      |
| 145                  | Christian Knees (GER)     |                      |
| 146                  | Christopher Lawless (GBR) |                      |
| 147                  | Leonardo Basso (ITA)      |                      |

| AG2R La Mondiale ALM | AG2R La Mondiale ALM    | AG2R La Mondiale ALM |
| -------------------- | ----------------------- | -------------------- |
| Num                  | Coureur                 | Pos                  |
| 151                  | Oliver Naesen (BEL)     |                      |
| 153                  | Stijn Vandenbergh (BEL) |                      |
| 154                  | Lawrence Naesen (BEL)   |                      |
| 155                  | Julien Duval (FRA)      |                      |
| 156                  | Silvan Dillier (SUI)    |                      |
| 157                  | Alexis Gougeard (FRA)   |                      |

| Cofidis COF | Cofidis COF              | Cofidis COF |
| ----------- | ------------------------ | ----------- |
| Num         | Coureur                  | Pos         |
| 161         | Cyril Lemoine (FRA)      |             |
| 162         | Christophe Laporte (FRA) |             |
| 163         | Dimitri Claeys (BEL)     |             |
| 164         | Julien Vermote (BEL)     |             |
| 165         | Damien Touzé (FRA)       |             |
| 166         | Piet Allegaert (BEL)     |             |
| 167         | Attilio Viviani (ITA)    |             |

| Circus-Wanty Gobert CWG | Circus-Wanty Gobert CWG | Circus-Wanty Gobert CWG |
| ----------------------- | ----------------------- | ----------------------- |
| Num                     | Coureur                 | Pos                     |
| 172                     | Xandro Meurisse (BEL)   |                         |
| 173                     | Alfdan De Decker (BEL)  |                         |
| 175                     | Andrea Pasqualon (ITA)  |                         |
| 176                     | Boy van Poppel (NED)    |                         |
| 177                     | Danny van Poppel (NED)  |                         |

| Sport Vlaanderen-Baloise SVB | Sport Vlaanderen-Baloise SVB | Sport Vlaanderen-Baloise SVB |
| ---------------------------- | ---------------------------- | ---------------------------- |
| Num                          | Coureur                      | Pos                          |
| 181                          | Kenny De Ketele (BEL)        |                              |
| 182                          | Robbe Ghys (BEL)             |                              |
| 183                          | Lindsay De Vylder (BEL)      |                              |
| 184                          | Fabio Van den Bossche (BEL)  |                              |
| 185                          | Amaury Capiot (BEL)          |                              |
| 186                          | Sasha Weemaes (BEL)          |                              |
| 187                          | Cédric Beullens (BEL)        |                              |

| Alpecin-Fenix AFC | Alpecin-Fenix AFC                  | Alpecin-Fenix AFC |
| ----------------- | ---------------------------------- | ----------------- |
| Num               | Coureur                            | Pos               |
| 191               | Mathieu van der Poel (NED) (route) |                   |
| 192               | Tim Merlier (BEL)                  |                   |
| 193               | Alexander Krieger (GER)            |                   |
| 194               | Jonas Rickaert (BEL)               |                   |
| 195               | Oscar Riesebeek (NED)              |                   |
| 196               | Gianni Vermeersch (BEL)            |                   |
| 197               | Senne Leysen (BEL)                 |                   |

| B&B Hotels-Vital Concept p/b KTM BVC | B&B Hotels-Vital Concept p/b KTM BVC | B&B Hotels-Vital Concept p/b KTM BVC |
| ------------------------------------ | ------------------------------------ | ------------------------------------ |
| Num                                  | Coureur                              | Pos                                  |
| 201                                  | Bryan Coquard (FRA)                  |                                      |
| 202                                  | Jens Debusschere (BEL)               |                                      |
| 203                                  | Kris Boeckmans (BEL)                 |                                      |
| 204                                  | Bert De Backer (BEL)                 |                                      |
| 205                                  | Jérémy Lecroq (FRA)                  |                                      |
| 206                                  | Luca Mozzato (ITA)                   |                                      |
| 207                                  | Jonas Van Genechten (BEL)            |                                      |

| Total Direct Énergie TDE | Total Direct Énergie TDE | Total Direct Énergie TDE |
| ------------------------ | ------------------------ | ------------------------ |
| Num                      | Coureur                  | Pos                      |
| 211                      | Niccolò Bonifazio (ITA)  |                          |
| 212                      | Romain Cardis (FRA)      |                          |
| 213                      | Florian Maitre (FRA)     |                          |
| 214                      | Adrien Petit (FRA)       |                          |
| 215                      | Geoffrey Soupe (FRA)     |                          |
| 216                      | Anthony Turgis (FRA)     |                          |
| 217                      | Dries Van Gestel (BEL)   |                          |

| Arkéa-Samsic ARK | Arkéa-Samsic ARK        | Arkéa-Samsic ARK |
| ---------------- | ----------------------- | ---------------- |
| Num              | Coureur                 | Pos              |
| 221              | Matîs Louvel (FRA)      |                  |
| 222              | Donavan Grondin (FRA)   |                  |
| 223              | Benjamin Declercq (BEL) |                  |
| 224              | Christophe Noppe (BEL)  |                  |
| 226              | Connor Swift (GBR)      |                  |
| 227              | Bram Welten (NED)       |                  |

| Bingoal-Wallonie Bruxelles WVA | Bingoal-Wallonie Bruxelles WVA | Bingoal-Wallonie Bruxelles WVA |
| ------------------------------ | ------------------------------ | ------------------------------ |
| Num                            | Coureur                        | Pos                            |
| 231                            | Jonas Castrique (BEL)          |                                |
| 232                            | Arjen Livyns (BEL)             |                                |
| 233                            | Aksel Nõmmela (EST)            |                                |
| 234                            | Joël Suter (SUI)               |                                |
| 235                            | Lionel Taminiaux (BEL)         |                                |
| 236                            | Luc Wirtgen (LUX)              |                                |
| 237                            | Ludovic Robeet (BEL)           |                                |

| Riwal Securitas RIW | Riwal Securitas RIW      | Riwal Securitas RIW |
| ------------------- | ------------------------ | ------------------- |
| Num                 | Coureur                  | Pos                 |
| 241                 | Piotr Havik (NED)        |                     |
| 242                 | Lucas Eriksson (SWE)     |                     |
| 243                 | Sondre Holst Enger (NOR) |                     |
| 244                 | Arvid de Kleijn (NED)    |                     |
| 245                 | August Jensen (NOR)      |                     |
| 246                 | Tobias Kongstad (DEN)    |                     |
| 247                 | Elmar Reinders (NED)     |                     |